# Беккер, Иммануэль
Август Иммануэль Беккер (нем. Immanuel Bekker; 1785—1871) — немецкий филолог и критик, член Прусской академии наук и Американской академии искусств и наук.

## Биография
Август Иммануэль Беккер родился 21 мая 1785 года в столице Германии городе Берлине.
Получил высшее образование в Виттенбергском университете, где преимущественно слушал лекции профессора Фридриха Августа Вольфа, который считал юношу наиболее перспективным своим учеником.
После защиты диссертации был приглашен в качестве профессора в недавно основанный Берлинский университет, вследствие чего два года проработал (с 1810 по 1812 год) в парижских библиотеках.
В 1815 году Берлинская академия наук, членом которой он уже числился, вновь послала Беккера в Париж, чтобы воспользоваться рукописями Фурмонта для «Corpus inscriptionum graecarum».
Два года спустя учёный ездил в Италию для сравнения хранящихся в тамошних библиотеках рукописей, а на обратном пути (1819) посетил в третий раз Париж, а затем и Оксфорд, Кембридж, Лондон, Лейден и Гейдельберг.
О том, с какой отдачей учёный собирал и изучал редкие рукописи посещённых им библиотек, кроме его капитального труда «Anecdota graeca» (3 т., Берлин, 1814—21), свидетельствует следующий перечень принадлежащих ему исправленных изданий древних авторов, который был опубликован в конце XIX — начале XX века на страницах «Энциклопедического словаря Брокгауза и Ефрона»:
«… Платона (10 т., Берл., 1814—21); „Афинские ораторы“ (7 т., Оксфорд, 1823; Берл., 5 т.); Аристотеля (4 т., Берл., 1831—36), Секста Эмпирика (Берл., 1842); Фукидида (3 т., Оксфорд, 1821; в одн. тому — Оксф., 1824; Берл., 1832); Феогниса (Лейпц., 1815); Аристофана (3 т., Лонд., 1825); Библиот. Фотия (2 т., Берл., 1824); Комментарии к Илиаде (3 т., Берл., 1826—27); Гарпократиона и Мориса (Берл., 1833); Поллукса (Берл., 1846); кроме того, Б. принадлежат критические издания следующих авторов: Аполлодора, Аппиана, Диона Кассия, Диодора, Гелиодора, Геродиана, Геродота, Иосифа Флавия, Люциана, Павзания, Плутарха, Полибия, Свида, Ливия и Тацита.»
Участие Иммануэля Беккера в боннском «Coprus scriptorum historiae Byzantinae» выразилось в 24 томах.
Помимо этого учёный являлся сотрудником ежемесячного печатного издания «Mona t sberichte der Academie» в Берлине (где, в частности, поместил, древневенецианские «Vulgaria» Бонвезина) и журнала «Homerische Blätter», где Беккер опубликовал свои комментарии к Гомеру на немецком языке (Бонн, 1863 и 1872; второй том, после смерти учёного, был издан уже Гершером[кем?]).
Ссылки на произведения Аристотеля названы в честь Беккера — нумерация Беккера.
В 1861 году Беккер за свой выдающийся вклад в науку был избран почётным членом Американской академии искусств и наук.
Август Иммануэль Беккер скончался 7 июня 1871 года в родном городе.